# Lars Knudsen
 Ikke at forveksle med Lars Knudsen (filmproducer) og Lars Peter Knudsen.
Lars Knudsen (født 2. februar 1977) er en dansk fodboldtræner, som er teknisk træner for FC Augsburg og assistenttræner med særligt ansvar for standardsituationer for det danske fodboldlandshold.
Efter at Kasper Hjulmand trådte tilbage som herrelandstræner i 2024, og Morten Wieghorst der var udset til midlertidig landstræner, blev sygemeldt, fungerede Knudsen en kort overgang som cheftræner for landsholdet.